# Анакена
Анакена је једна од две малене пешчане плаже која се налази на североисточној обали Ускршњег острва. Плажа има два ахуа, Аху Атуре Хуки са једним моаијем и Аху Нау Нау са 7 моаи, од којих су 4 у добром стању са црвеним пукауом на глави. Друга два моаи тешко су оштећени, а на 1 фали више од половине. Очи ових моаи првобитно су биле начињене од белога корала. 
Према легенди на плажу Анакена искрцао се поглавица Хоту Матуја са два кануа и основао на острву прво село. Касније је ту било ископавања. 1914. искапање је водила Катарина Роутледге и 1950.-тих година Вилијам Мулој и Тор Хејердахл. Тор Хејердахл је током девет дана успео подигнути моаи Аху Атуре Хуки на своје постоље, који је такође био срушен (лицем према тлу).